# Hnutí hebrejských skautů v Izraeli

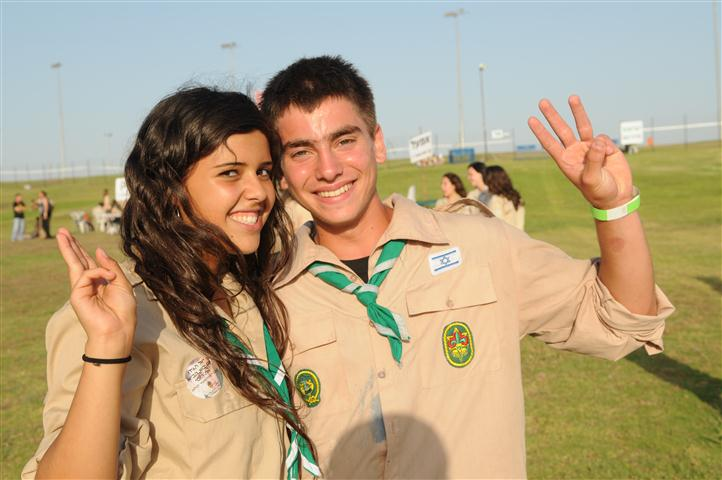
Uniforma hebrejských skautů

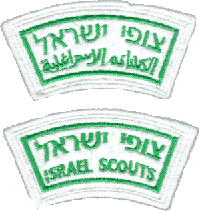
Odznak skautů

Hnutí hebrejských skautů v Izraeli (hebrejsky תנועת הצופים העבריים בישראל‎, Tnu'at ha-Cofim ha-Ivrim be-Jisra'el) je nestranické mládežnické hnutí, které je členem Izraelské skautské federace, Světové organizace skautského hnutí a Světové asociace skautek. Hnutí vychází z hodnot sionismu a ze základních principů skautského hnutí (základní hodnoty: sociální angažovanost, židovská identita, demokracie a multikulturalismus) a skautských ctností (pomoc druhým, hodnoty přátelství, rovnost atd.)

## Současnost
Dnes má hnutí více než 85 000 členů ve věku od 9 do 18 let v přibližně 205 skautských kmenech; je to největší mládežnické hnutí v Izraeli (k roku 2013).

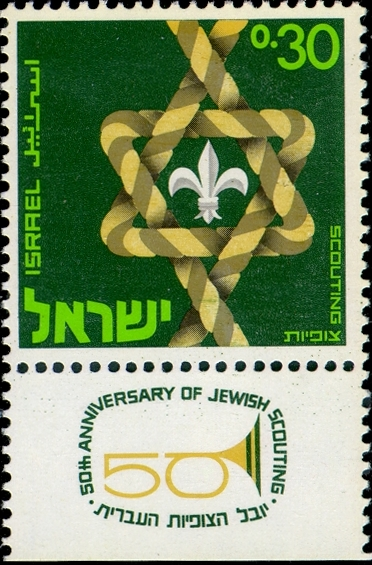
Izraelská poštovní známka, 1968

Hnutí je rozděleno do 15 regionálních vedení, která fungují relativně autonomně, ale řídí se ustanoveními a postupy hnutí. Skauti Cabar pro izraelské děti žijící v zahraničí, kteří působí ve Spojených státech, Kanadě, Austrálii, Hongkongu, Nizozemsku, Velké Británii a bývalém Sovětském svazu, mají samostatné vedení a činnost, ale stejné hodnoty a zásady.
Regiony hnutí:
- Cafon (sever)
- Haifa
- ha-Cuk
- ha-Horeš
- ha-Šachar
- Dror
- Menaše
- Dan
- Ramat Gan
- Tel Aviv-Jaffa
- Ajalon
- ha-Hof
- Jeruzalém
- Jehuda
- Sorek
- Darom (jih)

Některé regiony zahrnují velké území (např. region Darom – od Kirjat Gat po Jerucham) a některé regiony zahrnují pouze jedno velké město (region Tel Aviv-Jaffa). Kromě regionů existují také různé segmenty skautských kmenů, například skauti SHVA (pro Etiopské Židy), vodní skauty a Adat ha-Cofim, náboženský oddíl, který byl kdysi samostatnou organizací.
V každé oblasti pracují profesionálové i dobrovolníci, má své kanceláře, vozidla, vybavení, finanční plán, akce, tábory, výpravy a další.

## Věkové skupiny
Každá věková skupina má v hnutí svůj vlastní název. Během roku se koná slavnost, při níž členové každé věkové skupiny skládají zkoušku podle svého věku, a po jejím složení dostanou novou hodnost (hodnost je v podobě šátku, který se liší barvou).
| Věk   | Název               | Barva šátku       |
| ----- | ------------------- | ----------------- |
| 9–10  | Ofarim (עופרים)     | žlutá             |
| 10–11 | Nachšonim (נחשונים) | žlutá + modrá     |
| 11–12 | Mišotetim (משוטטים) | modrá             |
| 12–13 | Chotrim (חותרים)    | oranžová          |
| 13–14 | Mavtichim (מבטיחים) | oranžová + zelená |
| 14–15 | Solelim (סוללים)    | zelená            |
| 15–16 | Madrichim (מדריכים) | zelená + bílá     |
| 16–17 | Bonim (בונים)       | zelená + bílá     |
| 17–18 | Magšimim (מגשימים)  | zelená + šedá     |

## Významní absolventi

### Politika
- Benjamin Netanjahu
- Merav Micha'eli
- Asaf Zamir
- Arje Eldad
- Ofer Berkovič
- Daniel Friedmann
- Jo'av Galant
- Cvi Gendelman
- Ada Feinberg-Sireni
- Miki Chajimovič
- Ronen Hoffman

### Hudba, literatura a umění
- Din Din Aviv
- Doron Medale
- Gidi Gov
- Amos Oz
- Šlomo Arci
- Ayelet Zurer

### Vojenství a bezpečnost
- Aviv Kochavi
- Herci Halevi
- Giora Rom